# Farmers

Das Logo der Gruppe

Farmers ist eine US-amerikanische Versicherungsgruppe. Es handelt sich um die drittgrößte Privat- und Haftpflichtversicherungs-Gesellschaft in den Vereinigten Staaten.

## Geschichte
Das 1928 gegründete Unternehmen wurde 1998 durch Zurich Insurance Group übernommen und operiert heute in 41 Bundesstaaten durch ein Netzwerk von 21.000 Mitarbeitern.

## Struktur
Die Markenbezeichnung Farmers kann sich sowohl auf die Farmers Group, Inc., oder die Farmers Exchanges beziehen. Farmers Group, Inc. ist die Management- und Holdinggesellschaft, die sich zusammen mit den Tochtergesellschaften vollständig im Besitz von Zurich Financial Services befindet. Farmers Exchanges umfasst drei genossenschaftlich organisierte Versicherungen mit Tochtergesellschaften. Diese gehören den Versicherungsnehmern, werden jedoch durch die Farmers Group verwaltet.
Zu Farmers gehören auch:
- Farmers Neue Welt Lebensversicherung, gegründet 1910 als Neue Welt Lebensversicherung, wurde von Farmers 1953 übernommen und gehört als einzige Versicherungsgesellschaft zur Famers Group.[5]
- Foremost, ein Spezialitätenversicherer für Reise- und Campingversicherungen, übernommen im März 2000.[5][6]
- Bristol West, ein 1973 gegründeter Motorfahrzeug-Versicherer aus Florida, übernommen im Juli 2007.[5]
- 21st Century im Juli 2009 von der American International Group übernommen.[4]